# Manio Manilio
Manio Manilio (in latino Manius Manilius; 192 a.C. circa – 115 a.C. circa) è stato un politico e giurista romano, console nel 149 a.C.

## Opera
Egli venne considerato dal giurista Pomponio nella sua opera Liber singularis enchiridii, come uno dei tre giuristi (gli altri due erano Marco Giunio Bruto e Publio Muzio Scevola) «qui fundaverunt ius civile».
Di lui sappiamo che scrisse tre libri di ius civile: quest'opera segnò un passo molto importante nella storia del diritto romano in quanto Manilio ebbe la grande capacità di staccarsi totalmente dal modello della Legge delle XII tavole e creare un'opera con una struttura autonoma, indipendente e assolutamente nuova.